# Dasyrhicnoessa longisetosa
Dasyrhicnoessa longisetosa är en tvåvingeart som beskrevs av Lorenzo Munari 2004. Dasyrhicnoessa longisetosa ingår i släktet Dasyrhicnoessa och familjen Canacidae. Inga underarter finns listade i Catalogue of Life.